# 李生寅
李生寅，生卒年不详，约1573年即万历初年前后在世，字賓父，号暘谷、暘谷山人，宁波府鄞县人，明朝诗人、隐士，世称“李山人”。

## 生平
隐居不出仕，工于诗。与侍郎范钦、总兵屠大山，尚书张时彻，寺卿余寅等交好，常郊游写诗唱和。

## 家族
宋朝武将李显忠之后，李氏随宋室南渡，遂居鄞。
妻刘氏。

## 评价
- 明人楊芳稱其：「其名可得而閒，人不可得而見」[2]。
- 《四庫總目》评论他的诗作以：「音調和諧，思想清淡勝」[2]。

## 遗留著作
- 《李山人詩》二卷